# Gustav Pielenz
Theodor Oskar Gustav Pielenz (* 8. März 1862 in Calmbach; † 19. September 1944) war ein deutscher Manager und Generaldirektor des Nahrungsmittelunternehmens Knorr.

## Leben
Gustav Pielenz’ wurde 1862 als Sohn von Karl Gustav August Pielenz (1826–1902) und Wilhelmine Therese Pielenz, geb. Hummel (1830–1901) geboren. Er machte eine kaufmännische Lehre in Heilbronn und sammelte später ein Jahr Berufserfahrung in Le Havre sowie drei Jahre in einem großen Handelshaus in Manchester. Am 1. Dezember 1888 trat er in der Nachfolge von Christian Eberhardt, dem ersten Außendienstmitarbeiter und späteren Vorstandsmitglied von Knorr, als Reisender in das Unternehmen ein. Als enger Mitarbeiter von Carl Heinrich Eduard Knorr und Alfred Knorr erhielt Pielenz 1894 Prokura. Im Jahr 1899, als das Unternehmen in eine Aktiengesellschaft umgewandelt wurde, berief man ihn zusammen mit Christian Eberhardt in den zweiköpfigen Vorstand. 

Alexander Knorr schreibt in seiner Knorr Chronik:

„Am 6. Oktober 1916 wurde das Vorstandsmitglied, Herr Gustav Pielenz, in Anerkennung seiner verdienstvollen und besonders erfolgreichen Tätigkeit im Vorstand der C.H. Knorr AG und seiner Bemühungen um die Volksernährung während des Krieges zum königl. Württembergischen Kommerzienrat ernannt.“

Am 16. November 1923 wurde er zum Vorsitzenden der Vorstandskonferenzen ernannt. Mehr als zwölf Jahre blieb er an der Spitze des Unternehmens. Im direkten Anschluss an seine 37-jährige Vorstandstätigkeit wurde er im Mai 1936 zum Vorsitzenden des Aufsichtsrats gewählt. Pielenz bezeichnete in einer Rede „diese Wahl als die Krönung seiner kaufmännischen Laufbahn“.
Im März 1940 wehrte Gustav Pielenz zusammen mit Vorstandsmitglied Alexander Knorr die vehementen Forderungen des NSDAP-Kreisleiters Richard Drauz auf einen Posten im Aufsichtsrat von Knorr ab, was dieser mit Schmähbriefen beantwortete.
Gustav Pielenz arbeitete insgesamt 56 Jahre für Knorr und leistete einen maßgeblichen Beitrag zum Aufstieg zu einem Weltunternehmen. Außerdem war er Mitglied des Aufsichtsrats von mehreren anderen Heilbronner Unternehmen, des Beirats der IHK Heilbronn sowie 1931 Gründungsmitglied des Rotary Clubs in Heilbronn.
Im Jahr 1905 ließ er sich an der Wollhausstraße 93 in Heilbronn nach Plänen des Frankfurter Architekten Hugo Eberhardt die Villa Pielenz erbauen.
Gustav Pielenz war seit 1895 mit Marie, geb. Raetz, (1875–1949) verheiratet. Die beiden hatten mehrere Kinder: Gertrud (1896–1988) heiratete den Heilbronner Arzt Julius Gutmann. Lothar (1897–1918) starb als Fliegerleutnant in Böblingen. Alfred Pielenz (1898–1989) war von 1929 bis 1931 Vorstandsmitglied und von 1949 bis 1958 Mitglied des Aufsichtsrats von Knorr. Er heiratete 1930 Alfred Amanns Tochter Ilse Helene Agnes Amann (1908–1977), woraufhin er 1933 als Teilhaber bei Amann & Söhne einstieg und die Firma 1942 als alleiniger Eigentümer übernahm. Tochter Johanna, genannt Hanse, (1901–1964) heiratete 1924 den Unternehmer Dietrich Bruckmann. Tochter Liese, genannt Bibi, (1902–1982) war mit Hans Rümelin verheiratet. Die jüngste Tochter Meta Marie Charlotte Pielenz (1903–1904) starb noch als Kleinkind.
Gustav Pielenz starb am 17. September 1944 im Alter von 82 Jahren. Er wurde auf dem Heilbronner Hauptfriedhof unweit des Knorr-Familiengrabes beigesetzt. 

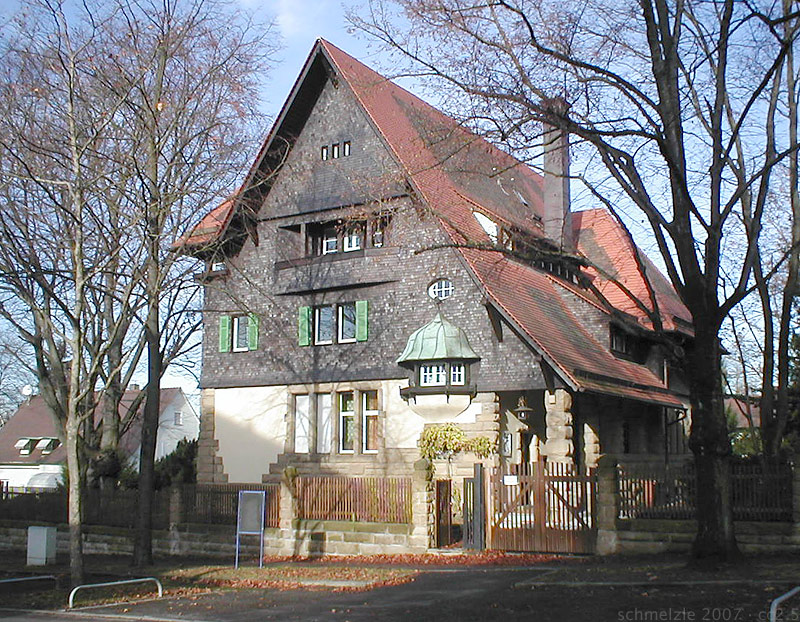
Villa Pielenz in Heilbronn
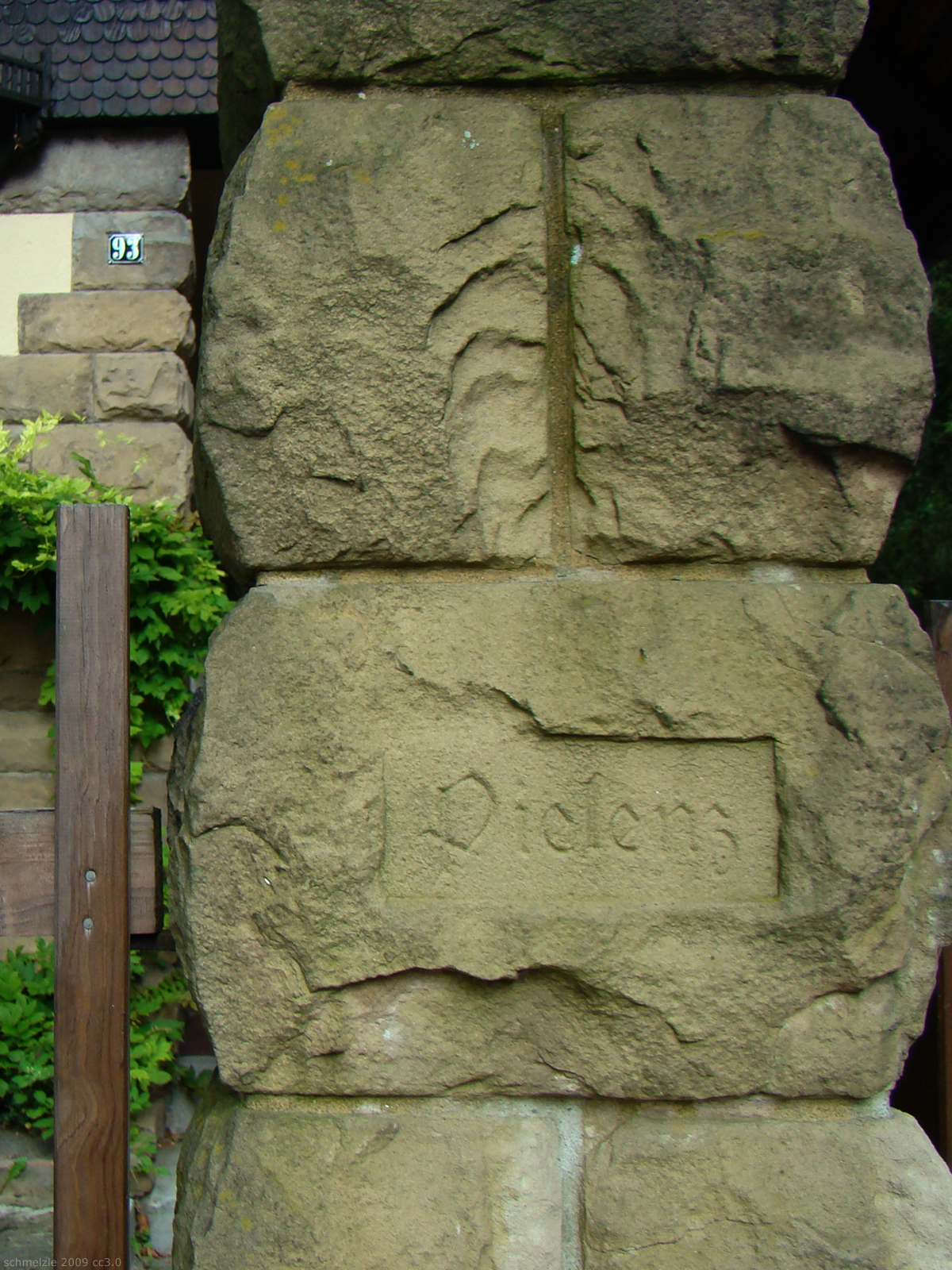
Namensinschrift am Gartentorpfosten der Villa Pielenz
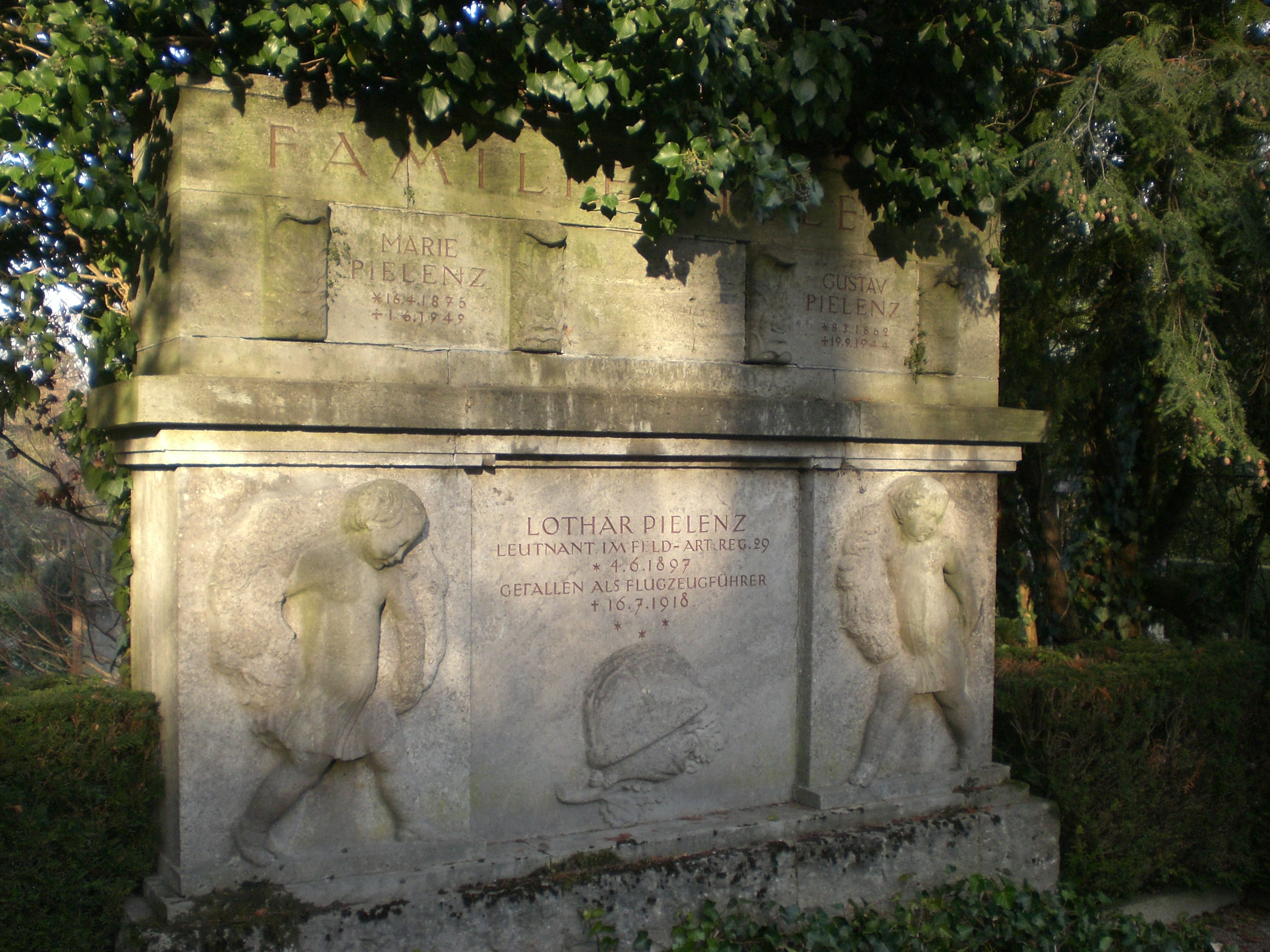
Pielenz-Familiengrab auf dem Hauptfriedhof in Heilbronn